# 巨餘站
巨餘站（：／ Geoyeo yeok */?）是首都圈電鐵5號線馬川支線沿線的一座地下車站，位於韓國首爾特別市松坡區巨餘洞。

## 車站結構
站體為2面2線曲線式設計側式月台的地下車站，候車月台設有月台幕門，並有8處出口。

### 月台配置
| 開籠 ↑ |
| \| 上  |
| ↓ 馬川 |

| 月台 | 路線                     | 目的地                             |
| ---- | ------------------------ | ---------------------------------- |
| 上行 | ●首都圈電鐵5號線馬川支線 | 梧琴、西大門、永登浦區廳、傍花方向 |
| 下行 | ●首都圈電鐵5號線馬川支線 | 馬川方向                           |

## 歷史
- 1996年3月30日：落成啟用，當時車站編號為 559。

## 車站周邊
- 韓國陶笛博物館
- 巨餘治安中心
- 東部保護觀察所
- 國防科學研究所
- 首爾巨元初等學校
- 巨元中學
- 松坡工業高校
- 首爾松坡郵局
- 松坡區體育文化中心
- 韓國農業協會巨餘站支社
- 國民銀行巨餘洞分行
- 韩亚银行巨餘洞分行

## 圖片

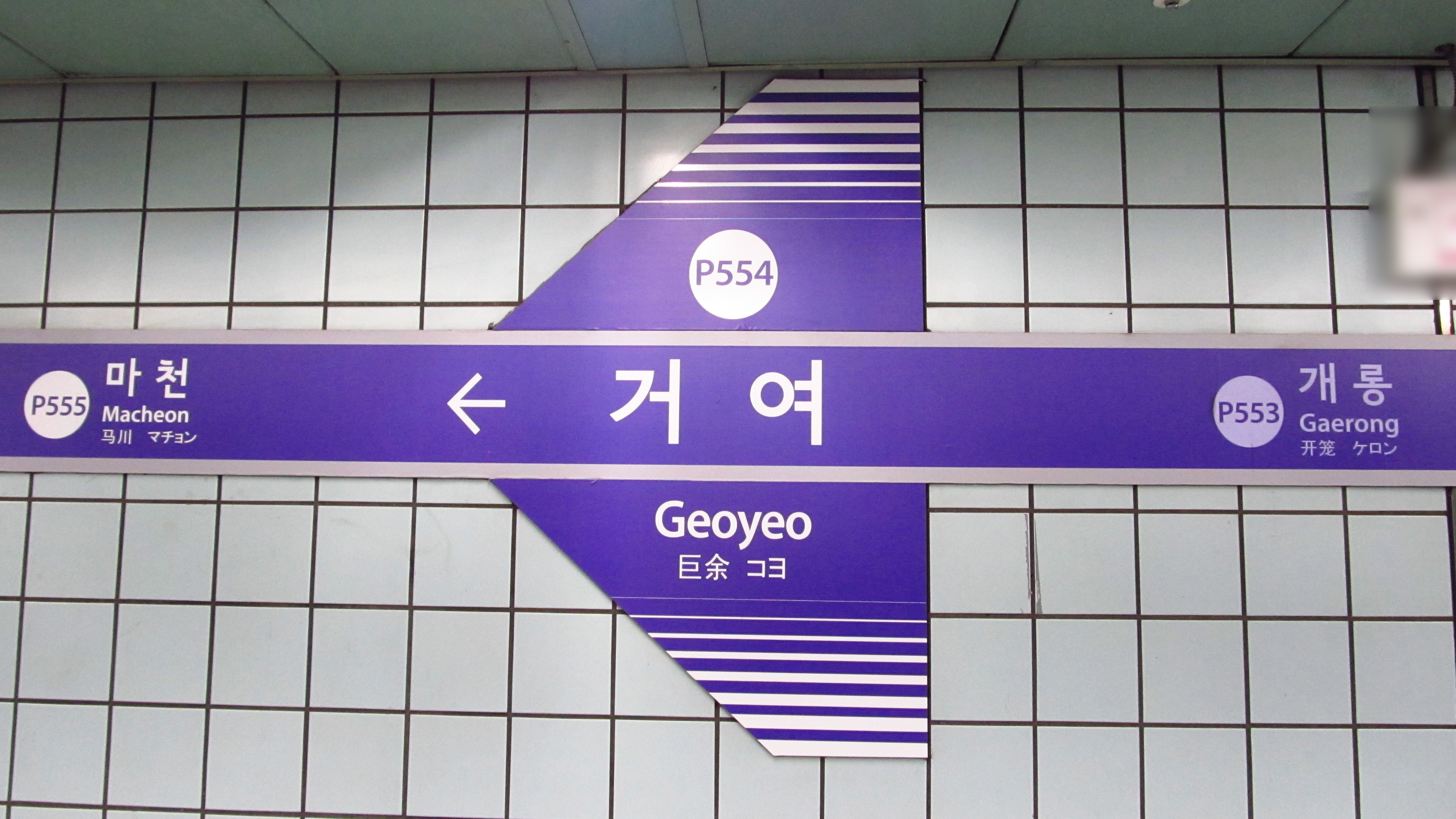
站名牌
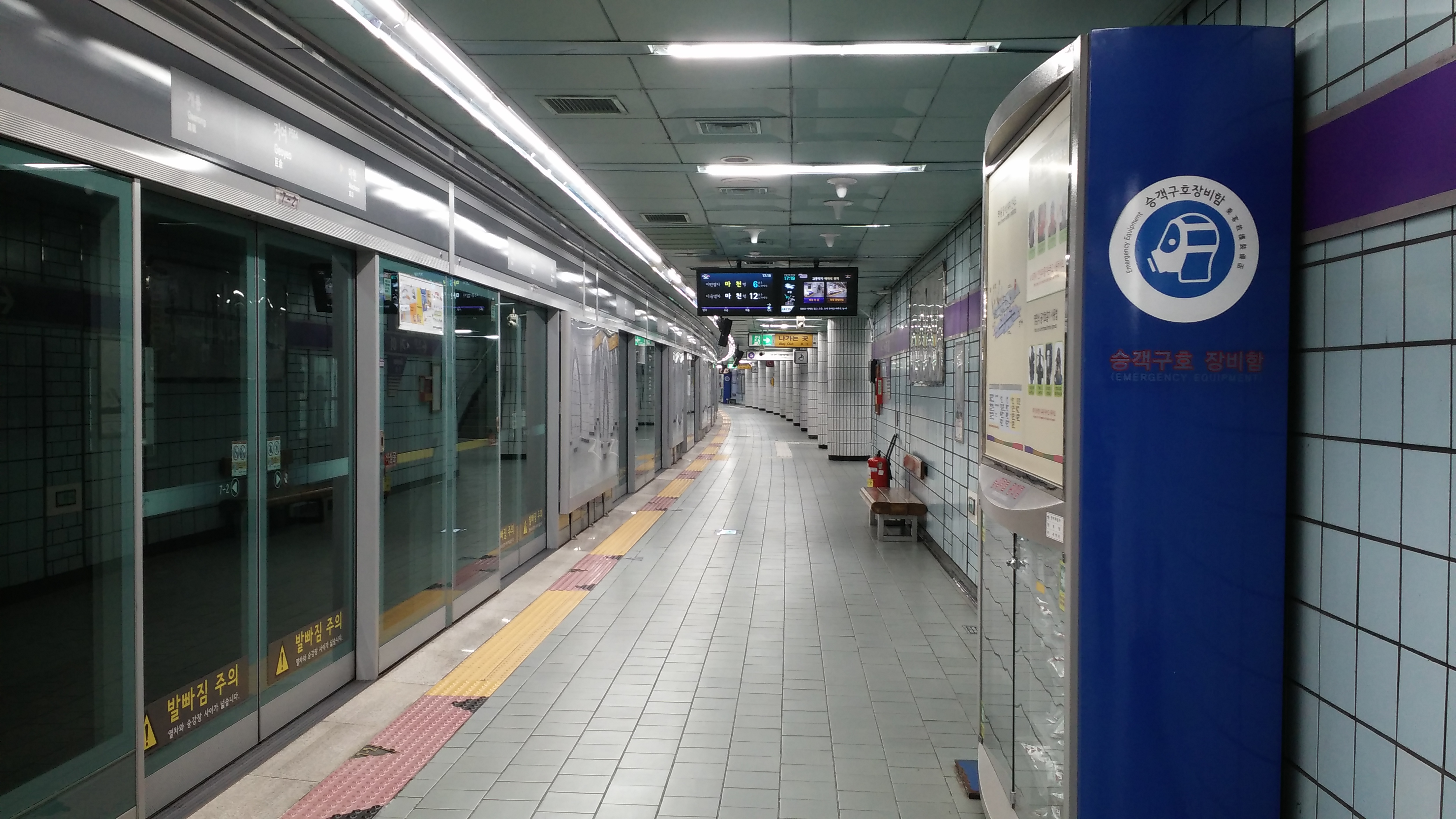
候車月台
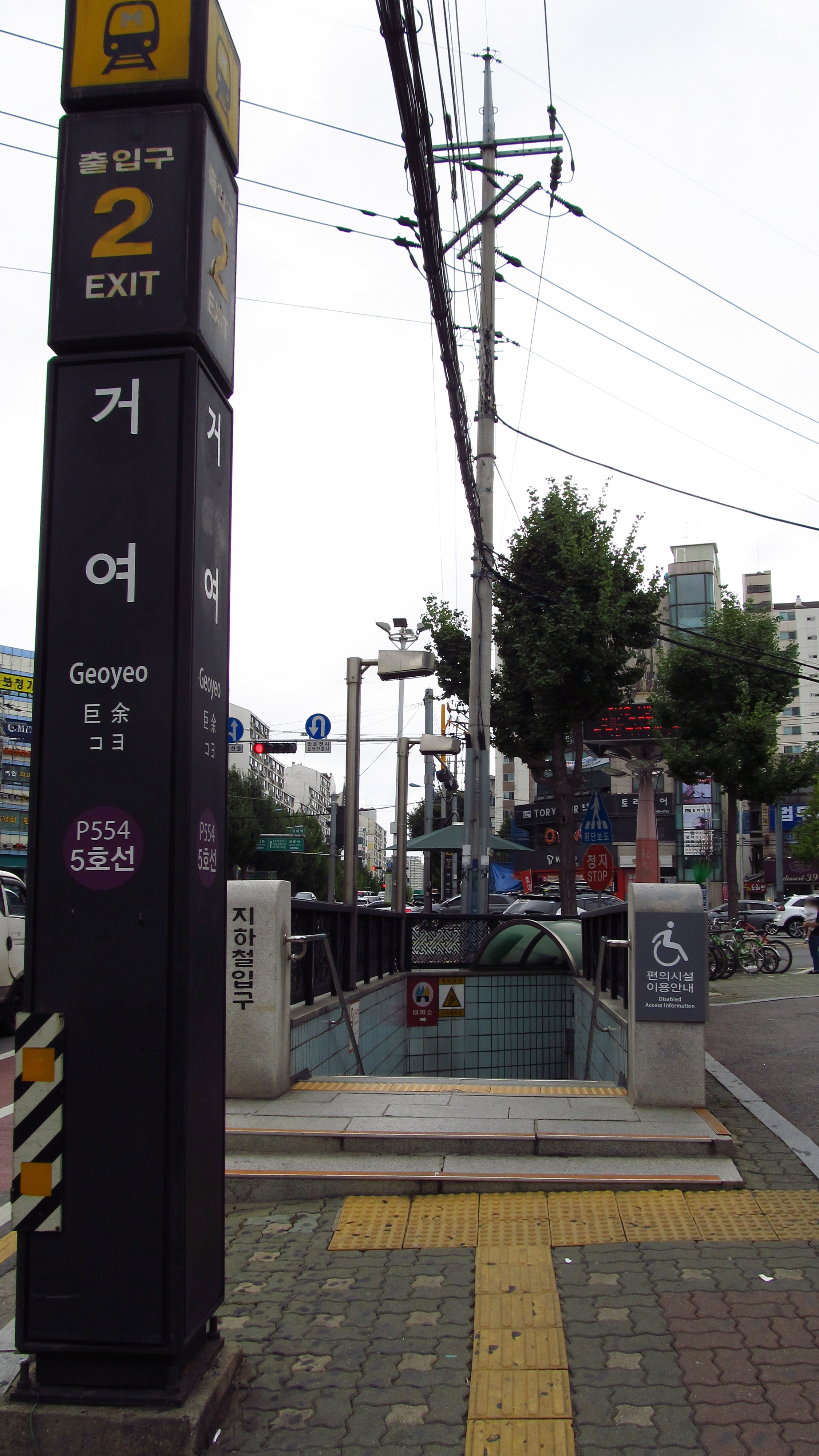
2號出口
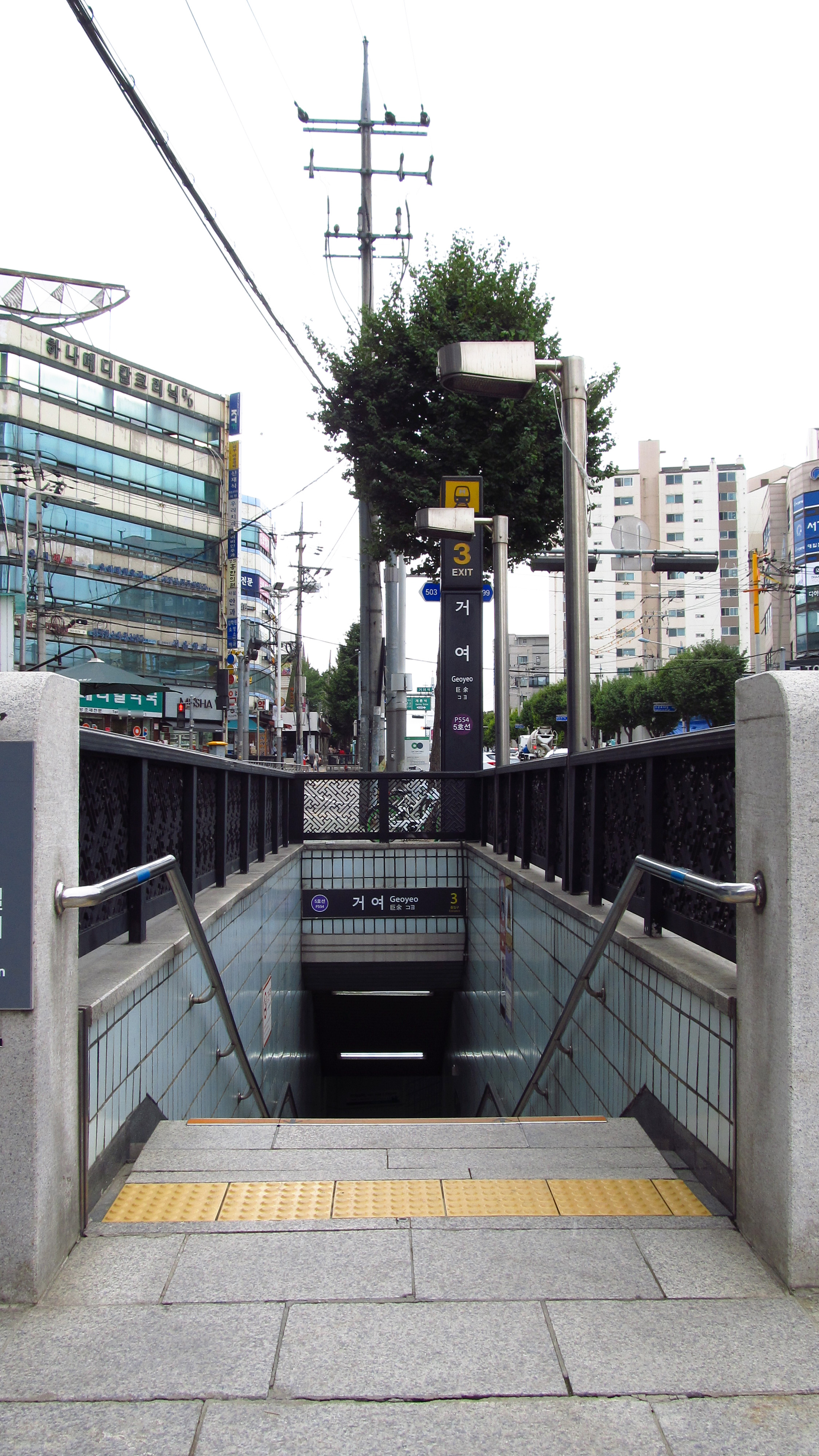
3號出口
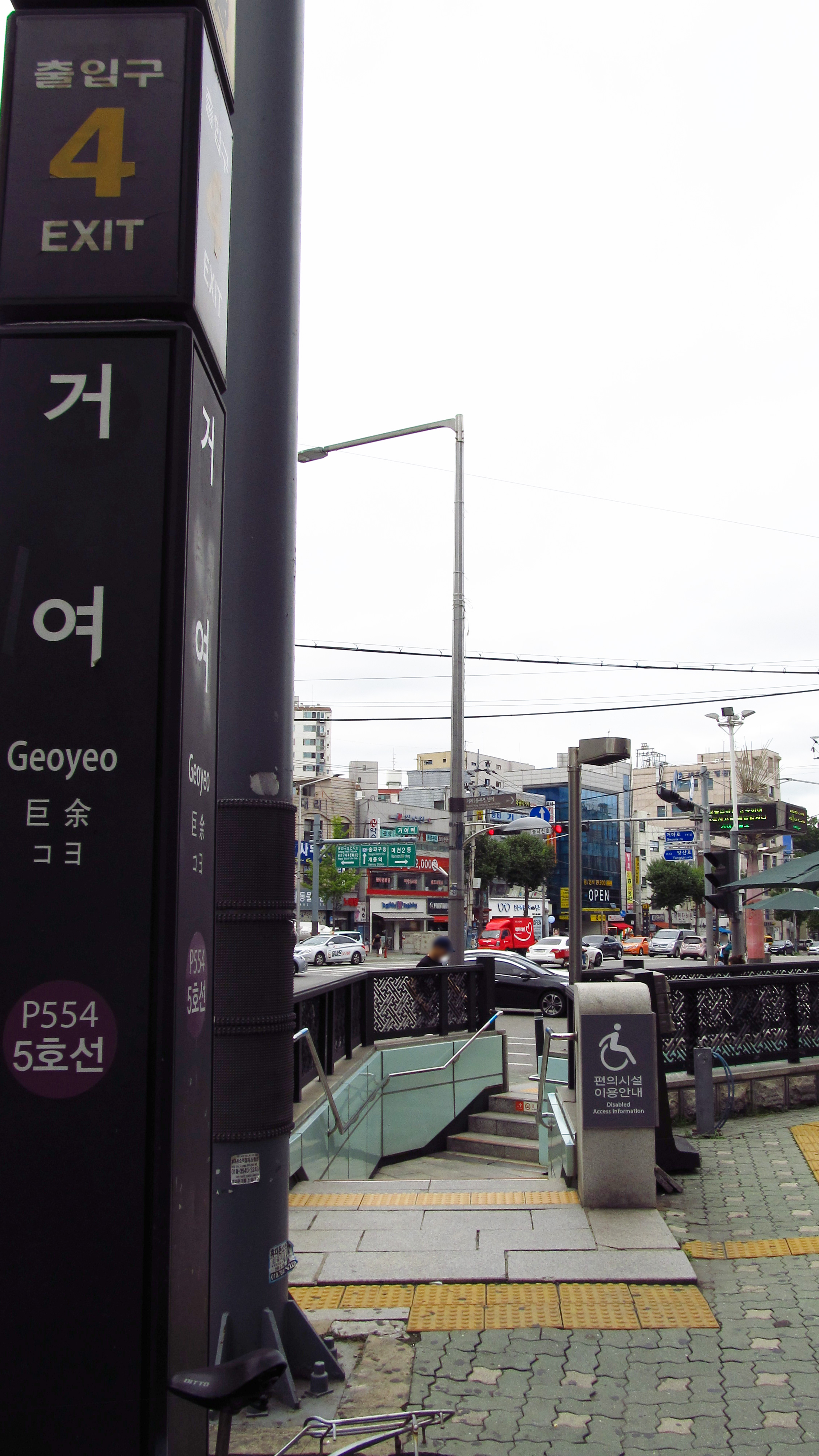
4號出口

## 相鄰車站
首爾交通公社
●首都圈電鐵5號線馬川支線
開籠（P553）－巨餘（P554）－馬川（P555）